# Morze (Hajnówka)
Pour les articles homonymes, voir Morze.
Morze est un village de Pologne, situé dans la gmina de Czyże, dans le Powiat de Hajnówka, dans la voïvodie de Podlachie.

## Naissance
- Viktar Shvied (be-tarask) –  poète biélorusse (1925–2020)